# Notarius grandicassis
Notarius grandicassis és una espècie de peix de la família dels àrids i de l'ordre dels siluriformes.

## Morfologia
Els mascles poden assolir els 63 cm de llargària total.

## Reproducció
Sembla que té lloc entre maig i juny: la femella pon 20-30 ous (amb un diàmetre de 10-12 mm) aglutinats en una substància mucosa. El mascle els protegeix durant 10-12 dies fins que és el moment de la desclosa.

## Distribució geogràfica
Es troba als rius i estuaris entre el Golf de Veneçuela i la desembocadura del riu Amazones.